# Гута-Межигірська
Гута-Межигірська — село в Україні, у Вишгородського району Київської області. Населення становить 231 особа.

## Населення

### Мова
Розподіл населення за рідною мовою за даними перепису 2001 року:
| Мова       | Кількість | Відсоток |
| ---------- | --------- | -------- |
| українська | 229       | 99.13%   |
| російська  | 2         | 0.87%    |
| Усього     | 231       | 100%     |

## Символіка
Символіка села Гута-Межигірська Вишгородського району Київської області затверджена рішенням Лютізької сільської ради від 12.06.2015 № 504-34-VІ «Про затвердження символіки села Гута-Межигірська Вишгородського району Київської області». Автором герба та прапора села Гута-Межигірська є Кравченко Олег Вадимович — член спілки дизайнерів України, академік Української академії геральдики, товарного знаку та логотипу.

### Герб
Герб села Гута-Межигірська є відображенням історичних подій і традицій цього населеного пункту. Він являє собою французький щит синього кольору, вписаний у золотий декоративний картуш, праворуч на щиті знаходиться срібна мурована піч, із золотих челюстів якої вліво і вгору поверх краю печі виходить золоте полум'я; зліва — срібний склодув, що видуває скло у вигляді золотого безанта, обернувши трубку вправо і вниз. Гербові фігури (піч з полум'ям та склодув) символізують історичний факт — належність жителів села до промислу — виробництво гутного скла.
У нижній частині щита розташовано п'ять стрічок (дві срібних та три синіх), що символізують річку Ірпінь, на березі якої розташоване село. Картуш огинають золоті гілки хвої та листя дубу, що говорить про наявність лісу біля села — природного багатства, та золотих колосків пшениці — основи життєвих сил, символу добробуту, достатку та багатства. Щит увінчаний срібною баштовою короною, геральдичним символом сіл та селищ міського типу (розробка О. Кравченка та В. Чепака, затверджена Українською академією геральдики). Нижче геральдичного щита знаходиться синя девізна стрічка з написом золотими літерами «ГУТА-МЕЖИГІРСЬКА», виконана у два рядки.
Символіка кольорів:
- синій — чесність, бездоганність, вірність;
- золото — могутність і багатство, а також чесноти: сила, вірність, чистота, справедливість, милосердя;
- срібло (білий) — благородство, відвертість, а також чистота, невинність і правдивість.

### Прапор
Полотнище прапора громади села Гута-Межигірська має прямокутну форму із співвідношенням сторін як 2:3 (золота пропорція). Полотнище поділене на три рівні смуги: верхня синя смуга, середня жовта смуга й нижня зелена смуга. На полотнищі посередині — герб громади села Гута-Межигірська. Висота герба дорівнює половині висоти полотнища.

## Галерея

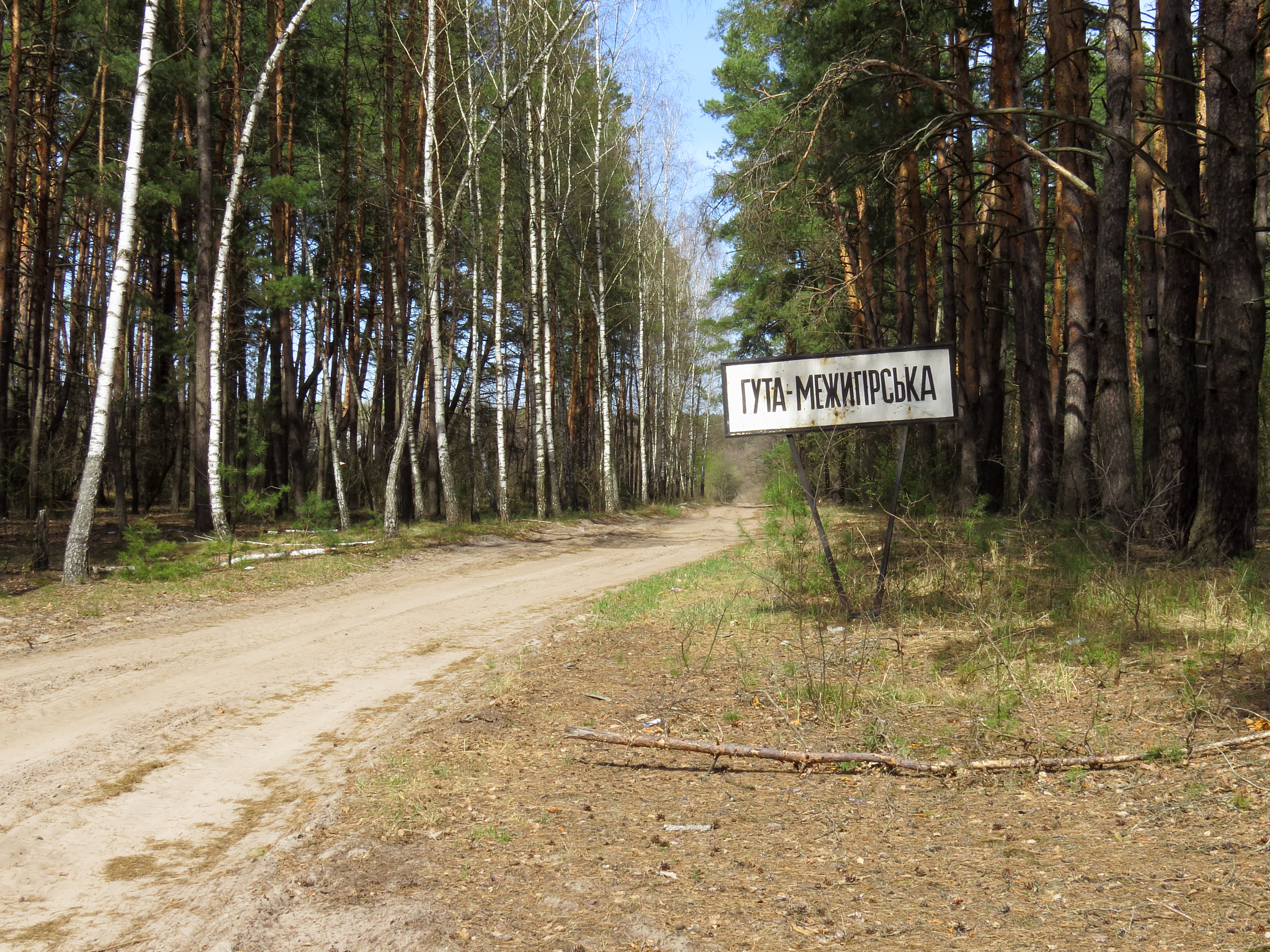
Дорога до села
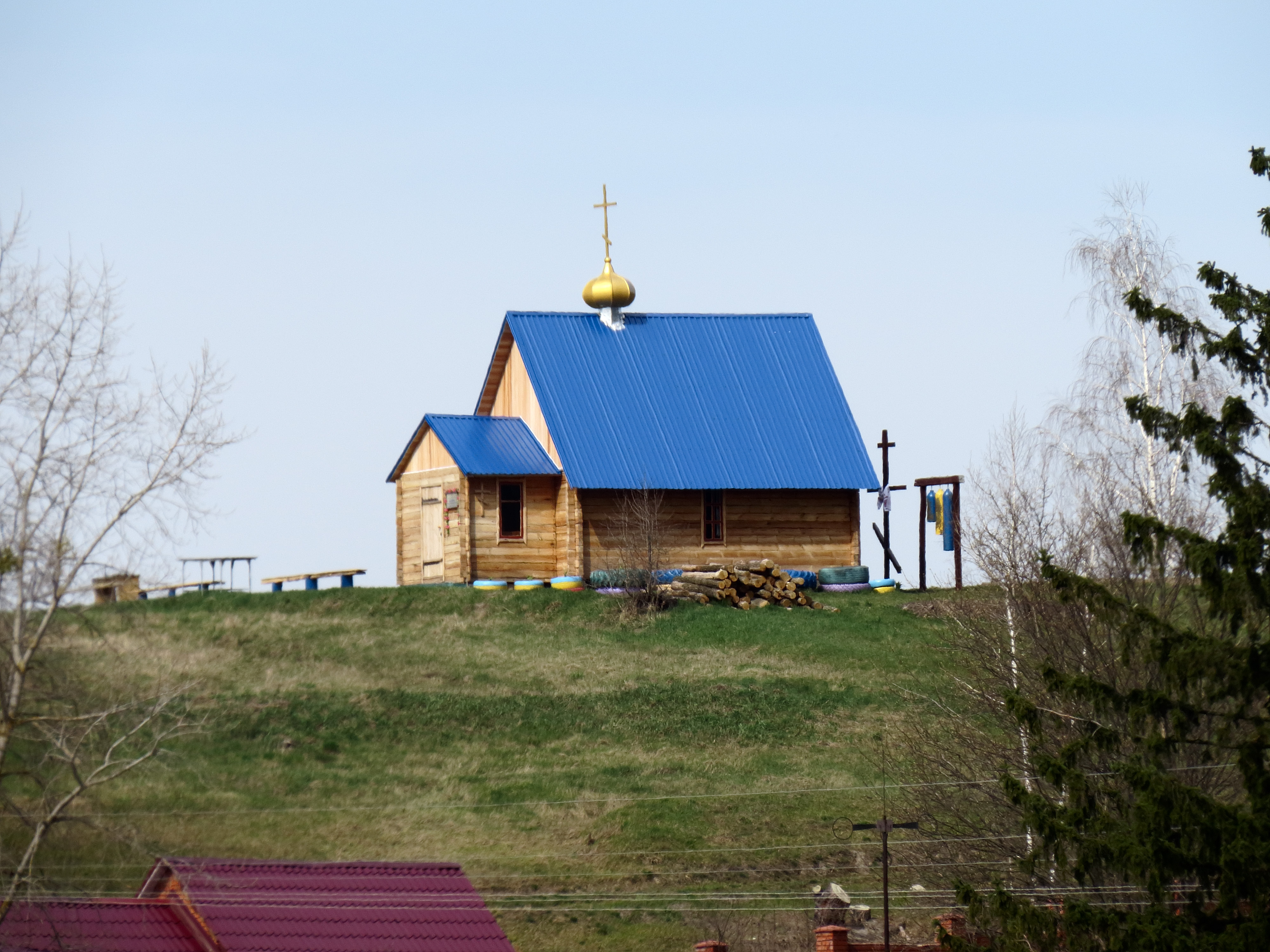
Церква Різдва Пресвятої Богородиці
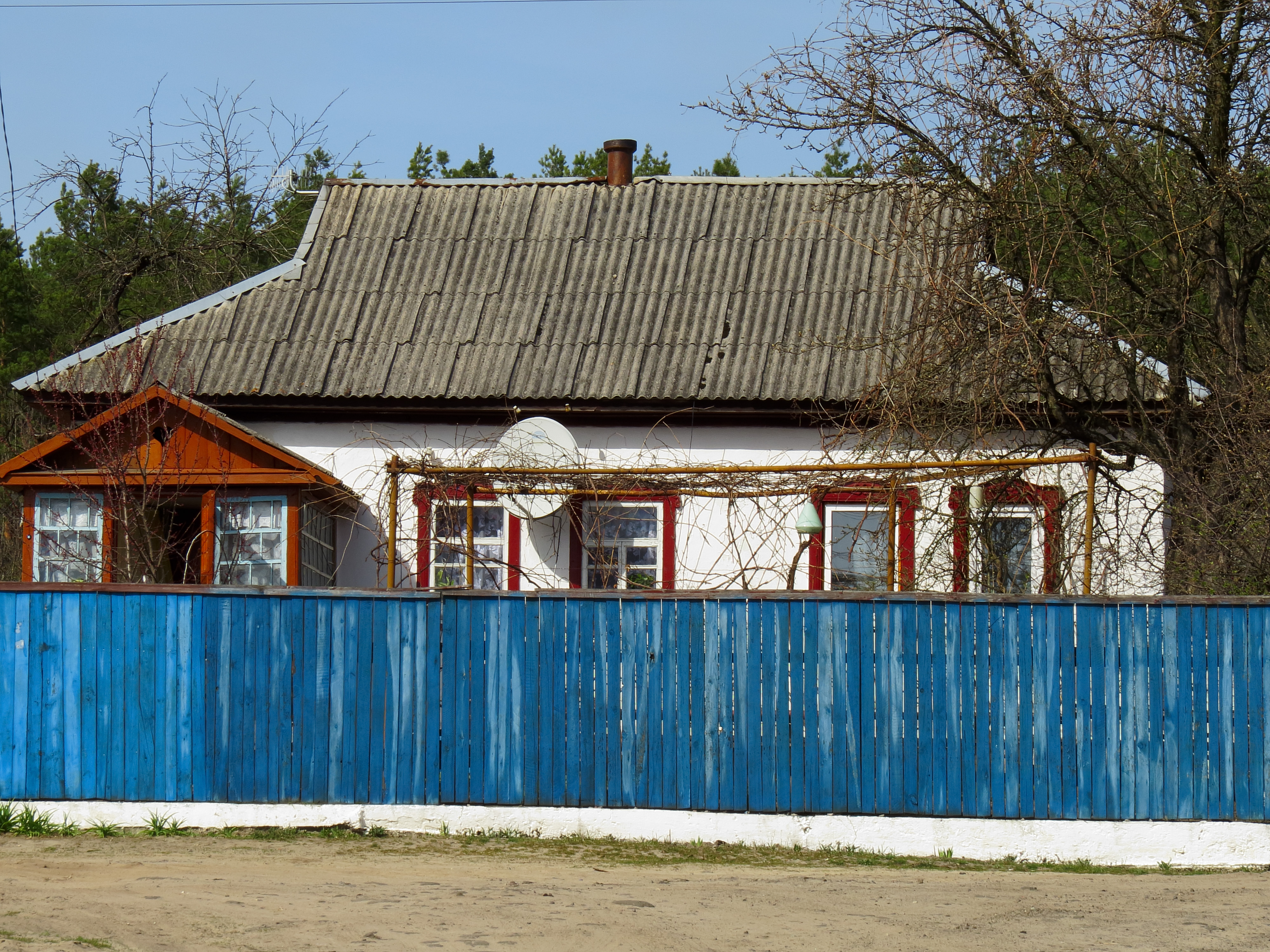
Сільський дім
Дот № 553
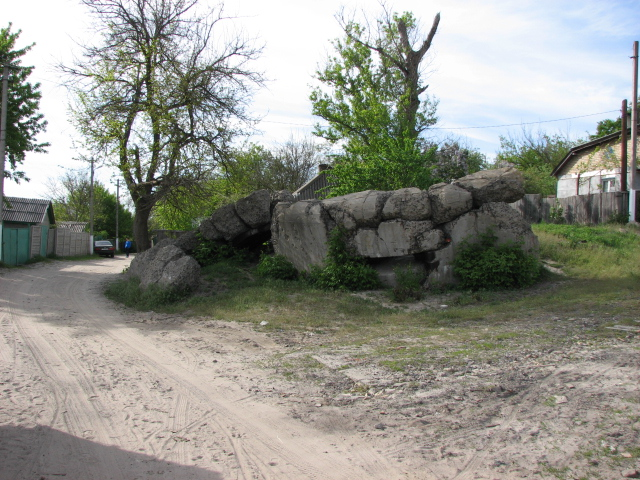
Дот № 551